# Liste der Biografien/Sald
Liste der Biografien |
Portal Biografien |
Personensuche
# |
A |
B |
C |
D |
E |
F |
G |
H |
I |
J |
K |
L |
M |
N |
O |
P |
Q |
R |
S |
T |
U |
V |
W |
X |
Y |
Z |
?
 
Sa |
Sb |
Sc |
Sd |
Se |
Sf |
Sg |
Sh |
Si |
Sj |
Sk |
Sl |
Sm |
Sn |
So |
Sp |
Sq |
Sr |
Ss |
St |
Su |
Sv |
Sw |
Sy |
Sz
 
Saa |
Sab |
Sac |
Sad |
Sae |
Saf |
Sag |
Sah |
Sai |
Saj |
Sak |
Sal |
Sam |
San |
Sao |
Sap |
Saq |
Sar |
Sas |
Sat |
Sau |
Sav |
Saw |
Sax |
Say |
Saz
 
Sala |
Salb |
Salc |
Sald |
Sale |
Salf |
Salg |
Salh |
Sali |
Salj |
Salk |
Sall |
Salm |
Saln |
Salo |
Salp |
Salq |
Sals |
Salt |
Salu |
Salv |
Salw |
Saly |
Salz
Die Liste der Biografien führt alle Personen auf, die in der deutschsprachigen Wikipedia einen Artikel haben. Dieses ist eine Teilliste mit 77 Einträgen von Personen, deren Namen mit den Buchstaben „Sald“ beginnt.

## Sald

### Salda
- Salda, Arvydas (* 1955), litauischer Politiker
- Šalda, František Xaver (1867–1937), tschechischer Literaturkritiker, Journalist und Schriftsteller
- Saldaña Dosal, Mateo (1875–1951), mexikanischer Künstler
- Saldaña Guerra, Luis Enrique (* 1966), panamaischer Ordensgeistlicher, römisch-katholischer Bischof von David
- Saldaña Santamaría, Anibal (* 1958), costa-ricanischer Ordensgeistlicher, Prälat von Bocas del Toro
- Saldaña, Dominique (* 1998), US-amerikanische Schauspielerin
- Saldaña, Juan B. (1880–1945), mexikanischer Botschafter
- Saldana, Theresa (1954–2016), US-amerikanische Schauspielerin
- Saldaña, Tomás (* 1961), spanischer Autorennfahrer
- Saldaña, Zoë (* 1978), US-amerikanische Schauspielerin und FilmproduzentinZoë Saldaña (* 1978)

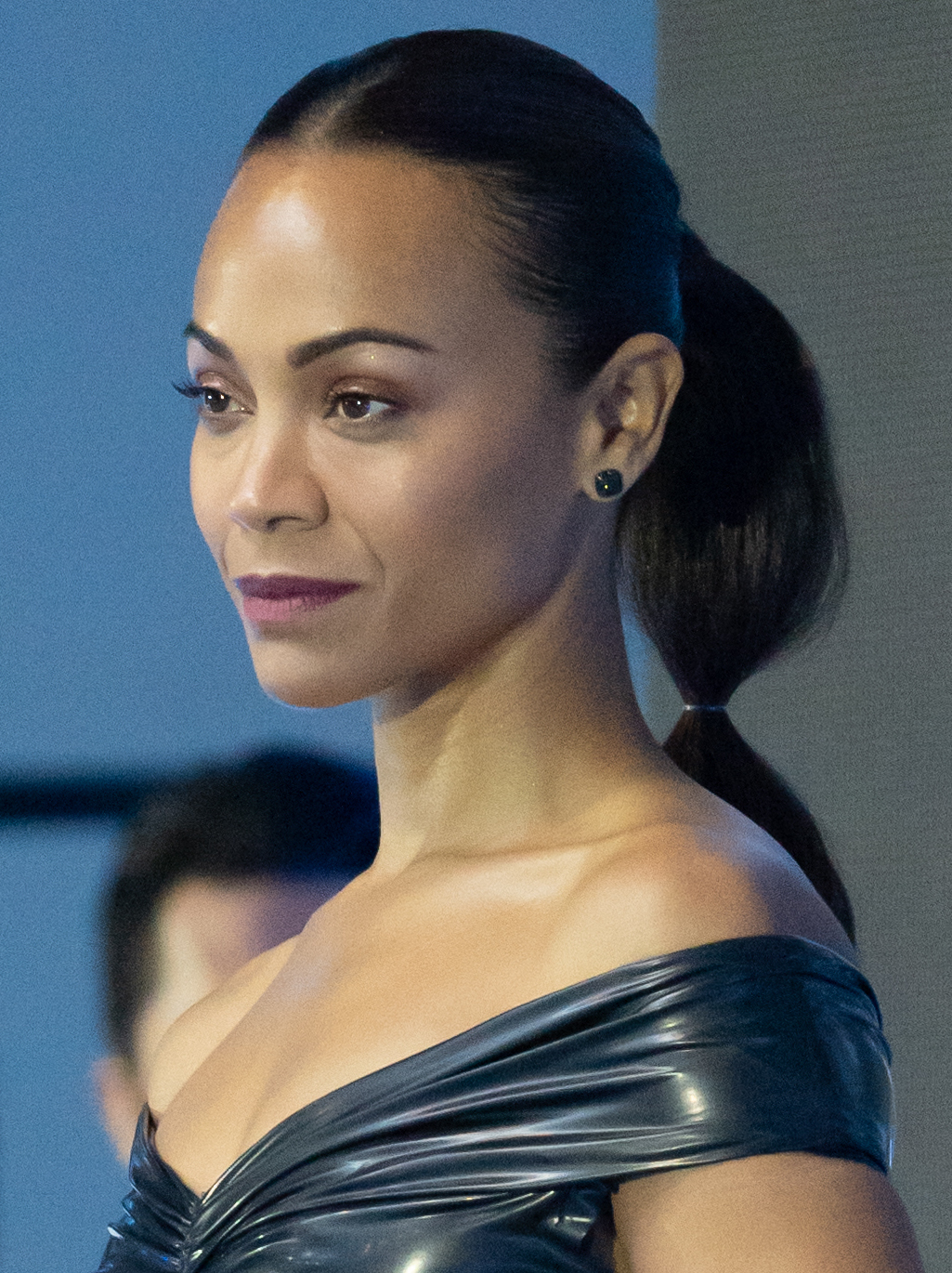
Zoë Saldaña (* 1978)

- Saldanha da Gama, António de (1778–1839), portugiesischer Militär und Diplomat
- Saldanha Oliveira e Daun, João Carlos de (1790–1876), portugiesischer Politiker und General
- Saldanha, Abrão, osttimoresischer Politiker
- Saldanha, Aires de (1542–1605), portugiesischer Kolonialsoldat und Vizekönig von Indien
- Saldanha, António de, portugiesischer Seefahrer, Entdecker
- Saldanha, Carlos (* 1968), brasilianischer RegisseurCarlos Saldanha (* 1968)

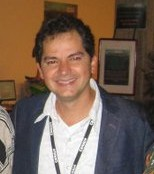
Carlos Saldanha (* 1968)

- Saldanha, Estanislau de Sousa (* 1964), osttimoresischer Hochschullehrer
- Saldanha, Gregório (* 1962), osttimoresischer Unabhängigkeitsaktivist, Politiker und Kommunalverwalter
- Saldanha, Guilhermina Filomena (* 1959), osttimoresische Verwaltungsbeamtin
- Saldanha, Jacintha (1966–2012), indische Krankenschwester
- Saldanha, João (1917–1990), brasilianischer Fußballtrainer
- Saldanha, João Mariano (* 1963), osttimoresischer Politiker, Wirtschaftswissenschaftler, Hochschullehrer und Unternehmer
- Saldanha, Lawrence John (* 1936), pakistanischer Geistlicher, emeritierter Erzbischof von Lahore
- Saldanha, Lino da Silva (1970–2020), osttimoresischer Polizist
- Saldanha, Paul (* 1964), indischer Geistlicher, römisch-katholischer Bischof von Mangalore
- Saldanha, Paula (* 1972), portugiesische Judoka
- Saldaño, Emanuel (1985–2014), argentinischer Straßenradrennfahrer
- Saldarini, Giovanni (1924–2011), italienischer Geistlicher und Bibelwissenschaftler, Erzbischof von Turin und Kardinal der Römischen Kirche
- Saldarriaga, Luis (* 1944), kolumbianischer Radrennfahrer
- Saldazenka, Wjatschaslau (* 1994), belarussischer Handballspieler

### Salde
- Saldecki, Dieter (1944–2006), deutscher Journalist, Autor und DramaturgDieter Saldecki (1944–2006)

Dieter Saldecki (1944–2006)

- Salden, Georg (* 1930), deutscher Schriftgestalter und Typograf
- Salden, Helmut (1910–1996), deutsch-niederländischer Grafiker und Buchgestalter
- Salden, Ida (* 1878), deutsche Opernsängerin (Sopran)
- Salden, Lara (* 1999), belgische Tennisspielerin
- Salden, Marie-Luise (* 1939), deutsche Künstlerin und Museumspädagogin
- Salden, Thor (* 1997), belgischer Sänger
- Salden, Wil (* 1950), niederländischer Jazzmusiker
- Saldern, Achaz von (1881–1962), deutscher Verwaltungsbeamter und Rittergutsbesitzer
- Saldern, Adelheid von (* 1938), deutsche Historikerin
- Saldern, Alfred von (1829–1904), deutscher Geheimer Regierungsrat, preußischer Landrat und Polizeidirektor in Charlottenburg
- Saldern, Axel von (1923–2012), deutscher Kunsthistoriker und Museumsleiter
- Saldern, Caspar von (1711–1786), Minister, Geheimrat
- Saldern, Conrad von (1847–1908), deutscher Diplomat
- Saldern, Elisabeth von (1878–1938), deutsche Äbtissin
- Saldern, Ernst von (1843–1886), deutscher Verwaltungsbeamter
- Saldern, Friedrich Christoph von (1719–1785), preußischer General und Kriegstheoretiker
- Saldern, Friedrich von (1685–1722), Verwaltungsbeamter des Herzogs von Holstein
- Saldern, Gertrud von (1518–1595), brandenburgische Schulstifterin
- Saldern, Heinrich von (1694–1745), preußischer Generalmajor, Kommandant der Festung Cosel, Amtshauptmann von Zossen
- Saldern, Johannes von (1839–1907), deutscher Verwaltungsjurist, Bevollmächtigter zum Bundesrat
- Saldern, Lars von (* 1965), deutscher Schauspieler und Autor
- Saldern, Matthias von (1508–1575), brandenburgischer Staatsmann
- Saldern, Matthias von (1953–2020), deutscher Pädagoge
- Saldern, Otto von (1802–1880), anhaltischer Oberforstrat und Kammerherr im Herzogtum Anhalt
- Saldern, Siegfried von (1843–1913), deutscher Rittergutsbesitzer und Politiker, MdR, MdHdA
- Saldern, Sophie von (* 1973), deutsche Basketballspielerin
- Saldern, Thusnelda von (1837–1910), deutsche Diakonisse und Schriftstellerin
- Saldern, Werner von (1852–1930), deutscher Fideikommissbesitzer, Landrat und Politiker, MdR
- Saldern, Wilhelm von (1702–1758), königlich-preußischer Generalmajor, Chef des Altpreußisches Infanterieregiment S 54
- Saldern-Ahlimb-Ringenwalde, Hugo von (1829–1893), preußischer Oberst, Majoratsbesitzer und Politiker, MdR
- Saldern-Günderoth, Carl Hinrich von (1739–1788), deutscher Gutsbesitzer, Bordesholmer Amtmann

### Saldi
- Saldía Pedraza, Jorge Ángel (* 1968), bolivianischer Ordensgeistlicher und römisch-katholischer Bischof von Tarija
- Saldías, Adolfo (1849–1914), argentinischer Politiker
- Saldías, José (1891–1946), argentinischer Journalist und Schriftsteller
- Salditt, Franz (* 1939), deutscher Rechtsanwalt
- Salditt, Tim (* 1965), deutscher Physiker
- Saldivar, José Luis (1954–2014), mexikanischer Fußballspieler und -trainer
- Saldivar, Regina (* 1985), US-amerikanische Schauspielerin
- Saldivar, Vicente (1943–1985), mexikanischer Boxer im Federgewicht
- Saldivia, Martín (* 1985), uruguayischer Ruderer

### Saldo
- Saldo, Wolodymyr (* 1956), ukrainischer Politiker
- Saldombide, Zoilo († 1981), uruguayischer Fußballspieler
- Saldoni i Remendo, Baltasar (1807–1889), katalanischer Komponist, Musikwissenschaftler und Musikpädagoge
- Saldostanow, Alexander Sergejewitsch (* 1963), russischer Gründer und Präsident der NachtwölfeAlexander Sergejewitsch Saldostanow (* 1963)

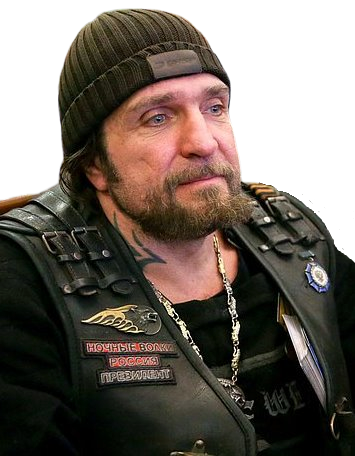
Alexander Sergejewitsch Saldostanow (* 1963)

- Šaldová, Jana (* 1975), tschechische Skilangläuferin
- Saldow, Karl (1889–1951), deutscher Radrennfahrer